# Macrobdella decora
Macrobdella decora es una especie de sanguijuela. Se encuentra en gran parte del este de América del Norte en hábitats de agua dulce, aunque hay una población disjunta en el norte de México. M. decora es un parásito de vertebrados, incluidos los humanos, y un depredador acuático de huevos, larvas y otros invertebrados. 
Es una sanguijuela de tamaño mediano con un dorso de color marrón verdoso moteado y un vientre rojizo. Tiene diez ocelos, u ojos simples, dispuestos en forma de herradura, así como tres mandíbulas. Internamente, una faringe ocupa una décima parte de su tracto digestivo; un estómago, la mayor parte de su longitud corporal. El estómago se conecta a un intestino, seguido de un colón, un recto y finalmente un ano. Es hermafrodita y tiene diez testículos y dos ovisacos, además de poros genitales masculinos y femeninos. Fue descrita por Thomas Say en 1824. 

## Taxonomía
M. decora fue originalmente ubicada en el género Hirudo por Thomas Say quien la describió en 1824 en un apéndice a un libro sobre una expedición por el río Minesota. Cuando Addison Emery Verrill erigió el género Macrobdella en 1872, transfirió la especie de Say a su nuevo género.